# Disastro del San Spiridione
Il disastro di San Spiridone, cioè l'esplosione e l’affondamento del Regio piroscafo San Spiridione, accadde vicino alla banchina di San Basilio nella  Fondamenta delle Zattere a  Venezia il 27 marzo 1919. Fu la più grave tragedia della Marina mercantile italiana in tempo di pace.

## Dinamiche e causa dell'incidente
La nave, un piroscafo di circa 350 tonnellate, requisito dalla Regia Marina alla Società Oceania di Trieste, al comando del capitano Policovich, era diretta a Pola, via Trieste e   Fiume, con un carico di 25 tonnellate di benzina, esplosivi, munizioni, e barili di vino marsala. In tutto fra equipaggio, soldati in licenza o in trasferimento, e civili vi erano imbarcate circa 250 persone.
Il piroscafo saltò in aria per cause mai chiarite del tutto, appena mollati gli ormeggi. La deflagrazione, avvenuta durante una fitta nebbia, fu tale che furono distrutti tutti i vetri delle finestre nell'arco di due chilometri e un paio di abitazioni in legno presero fuoco a causa della violenta vampa dell'esplosione. La nave, spinta alla deriva dalle correnti marine, affondò di prua in un mare di fuoco e la poppa emersa bruciò per tutto il giorno fino intorno alle 16:00 quando s'inabissò del tutto. Il piroscafo, avvolto dal rogo non diede scampo ai passeggeri, molti dei quali non furono mai ritrovati né identificati. Si appurò che tutti coloro che si trovavano al centro e a prua non ebbero scampo al momento della deflagrazione, malgrado vennero gettate in acqua tavolacci di legno da usare come salvagente e diverse barche di pescatori abbiano tentato, invano, di avvicinarsi alla nave, ostacolati dalle fiamme della benzina. Qualcuno, a poppa, avvolto dal fuoco, nel tentativo di salvarsi si gettò in acqua, ma finì ugualmente bruciato dalla benzina incendiata in mare, rendendo quasi impossibile ogni tentativo di salvezza. 
Oltre a chi era sulla nave, bruciarono vive diverse persone che erano sul molo o nelle zone limitrofe. Alcuni corpi, o parte di essi, furono ritrovati sui tetti degli edifici attigui fino a diverse centinaia di metri di distanza dal luogo d'esplosione, come sui binari e sui carri merci della ferrovia, mentre i corpi in acqua galleggiarono a chilometri di distanza dal relitto.
I morti identificati furono circa 90, ma di un altro centinaio fu impossibile sia identificarli sia ricomporli, mentre circa altre 50 persone risultarono disperse, tra cui lo stesso capitano del piroscafo e la moglie del capitano del Regio Esercito già, M.A.V.M. Carlo Odella anch'egli perito nell'esplosione, e diversi lavoratori o passanti che stazionavano sul molo. Non fu ritrovata la lista passeggeri misteriosamente scomparsa o semplicemente smarrita. Fu impossibile, per i medici capire a quale corpo appartenesse un braccio o una gamba totalmente ustionati, ma anche busti e teste dilaniati dall'esplosione, tanto che per lo più si decise di inumare i resti ignoti in una grande fossa comune.I soccorsi furono coordinati dall'ammiraglio Mario Casanuova Jerserinch, che comunque poco poté fare davanti a quel disastro. Due i sopravvissuti: il fuochista Raffaele De Angelis e il primo ufficiale Kosevic Krumoslov. Altri morirono per le ustioni nei giorni seguenti. Il giorno dopo il senatore Luigi Morandi, durante un'interrogazione parlamentare, propose di proibire che viaggiatori e merci pericolosi potessero viaggiare insieme.
Un'inchiesta dichiarò come probabile, ma non accertò, che la causa dell'incidente fosse una sigaretta accesa caduta su un bidone unto di benzina, che provocò un incendio e lo scoppio delle munizioni e dell'esplosivo nella stiva, alimentati dalla benzina stessa.
Pochi giorni dopo l'incidente fu coperto dalla censura militare
Il relitto fu rimosso definitivamente il 14 aprile; nelle operazioni di recupero affiorarono cinque cadaveri rimasti incastrati all'interno della nave e recuperati da alcuni natanti addetti alla rimozione.
Un'altra ricostruzione dell'evento ipotizza che il piroscafo fosse saltato su una mina della guerra appena conclusa, ormai alla deriva, appena lasciati gli ormeggi.

## Elenco delle vittime identificate
- Affelli Egidio (soldato 9º Reggimento artiglieria da fortezza, nato a Porto Valtravaglia)
- Bandini Mauro, (marinaio scelto, nato a Molfetta)
- Benaglio Mauro, (marinaio, nato a Genova)
- Benvenuto Emilio (torpediniere, nato a Genova)
- Bigoni Natale (marinaio scelto, nato a Civitanova Marche)
- Biviano Antonino, (marittimo, nato a Lipari)
- Bozzano Albanero (marinaio, nato a Prà)
- Calabrese Giuseppe, (timoniere, nato a Napoli)
- Calastri Emilio (soldato 14º Reggimento fanteria, nato a Volterra)
- Cardana Attilio (marinaio, nato a Angera)
- Cardana Attilio (marinaio, nato a Milano)
- Casula Pietro (soldato 226º Reggimento fanteria, nato a Terranova Pausania)
- Cavaliere Gaetano (marinaio, nato a Vieste)
- Cavalieri Francesco (fuochista, nato a Comacchio)
- Celotto Giovanni, (bracciante. Il figlio di 14 anni non fu mai ritrovato)
- Cimegotto Umberto (marinaio, nato a Venezia)
- Colotti Galliano (marinaio, nato a Padova)
- Conte Giovanni (marinaio, nato a Minturno)
- Conti Ercole (marinaio, nato a Misano)
- Crivello Giovanni (fuochista, nato a Palermo)
- De Censi Renato (cannoniere, nato a Roma)
- Dessì Giuseppe (cannoniere, nato a Sant’Antioco)
- Di Stefano Francesco, (soldato, nato a Caltagirone)
- Di Fina Domenico, (soldato 13º Reggimento fanteria, nato a Lipari e morto il 28 marzo 1919)
- Del Rosso Luigi, (marinaio, nato a Molfetta)
- Emiro Luigi, (marinaio, nato a Taranto)
- Esposito Giuseppe, (marinaio, nato a Porto Empedocle)
- Esposto Fiandenese Vincenzo, (marinaio, nato a Manfredonia)
- Ferretti Alessandro, (marinaio scelto, nato a Monopoli)
- Ferretto Elia (sergente maggiore 13º Reggimento fanteria, nato a Legnago)
- Filocamo Francesco, (fuochista scelto, nato a San Pietro a Patierno)
- Fiorentini Michele, (marinaio, nato a Monte Argentario)
- Frescia Nicolò (marinaio, nato a Noli)
- Galvani Bruno Orazio, (impiegato postale)
- Gagliardi Domenico (soldato 226º Reggimento, nato a Colli al Metauro)
- Galvani Orazio (sergente 3º Reggimento genio, nato a Imola)
- Gambardella Andrea (marinaio, nato ad Amalfi)
- Gentilini Carlo, (cannoniere, nato a Trani)
- Giorgi Gino, (cannoniere, nato a Livorno)
- Ghedini Enrico (soldato 1º Reggimento granatieri, nato a La Spezia)
- Grasso Giuseppe (cannoniere scelto, nato a Giarre)
- Grippi Vito, (marinaio, nato a Bari)
- Ivaldi Erminio, (caporal maggiore, nato ad Alessandria)
- Laguardia Francesco, (fuochista scelto, nato a Fasano)
- Lenti Carmelo (marinaio, nato a Roccalumera)
- Lo Grasso Francesco, (soldato 14º Reggimento fanteria, nato a Riesi)
- Lombardo Giuseppe (cannoniere scelto, nato a Siracusa)
- Madonna Antonio, (marinaio, nato a Resina)
- Malusa Vincenzo (pilota marittimo, nato a Venezia)
- Mancino Pietro (nocchiere, nato a Castellammare del Golfo)
- Manicotti Giuseppe, (marinaio, nato a Lipari)
- Manzato Francesco, (sergente 13º Reggimento fanteria, nato a Pozzonovo e morto il 28 marzo 1919)
- Marcantonini Angelo (sottocapo cannoniere, nato a Sarteano)
- Marchese Carlo (marinaio, nato a Genova)
- Marchese Francesco (2° capo cannoniere, nato a Mesagne)
- Mariotti Francesco, (2° capo torpediniere, nato a Nola)
- Masi Riccardo (torpediniere scelto, nato a Venezia)
- Mercogliano Vincenzo, (marinaio, nato a Napoli)
- Mignozzi Nicola, (marinaio, nato a Lesina)
- Nicoletti Luigi (sottotenente, nato a Numana)
- Odella Carlo (capitano di fanteria, nato a Rovigo. La moglie non fu mai ritrovata)
- Oggiano Leonardo (caporale 226º Reggimento fanteria, nato a Tempio Pausania)
- Olivari Giuseppe Lorenzo (sottonocchiere, nato a Camogli)
- Pane Giuseppe, (2° sottocapo cannoniere, nato a Sorrento)
- Perniciaro Iginio (soldato 3º Reggimento genio telegrafisti, nato a Trapani)
- Peruffo Francesco (soldato 13º Reggimento fanteria, nato a Trissino)
- Piccione Michele, (marinaio, nato a Mazara del Vallo)
- Puce Ippazio Nicola, (fuochista scelto, nato a Brindisi)
- Ratto Giovanni Battista (marinaio, nato ad Albissola Marina)
- Ricupero Vito, (sottonocchiere, nato a Bari)
- Ronchi Mariano (civile, nato a Venezia)
- Romani Florenzo, (2º Reggimento speciale istruzione, nato a Zagarolo e morto il 3 aprile 1919)
- Romano Gaspare, (Marinaio, nato a Mazara del Vallo)
- Ruggeri Giambattista, (marinaio, nato a Bari)
- Ruocco Ciro, (fuochista scelto, nato a Napoli)
- Rusca ... (civile)
- Schettino Salvatore (marinaio, nato a Napoli)
- Scognamiglio Raffaele (marinaio, nato a San Giorgio a Cremano)
- Semprini Luigi (marinaio, nato a Rimini)
- Serra Giuseppe (2° Capo Cannoniere, nato a Mondonio)
- Sfriso Giuseppe (marinaio, nato a Venezia)
- Spadoni Giacomino (cannoniere, nato a Cattolica)
- Stremendo Marco, (marinaio, nato a Venezia)
- Teodorani Primo (marinaio, nato a Cesenatico)
- Tosoni Arturo (caporal maggiore 13º Reggimento fanteria, nato a Verona)
- Trozzi Enrico, (soldato 13º Reggimento fanteria, nato a Filottrano e morto il 28 marzo 1919)
- Uzzanu Michele, (sottocapo cannoniere, nato a Sassari)
- Vaccari Luigi (2° capo cannoniere, nato a Castelnuovo Rangone)
- Vandi Alessandro, (marinaio, nato a Roma)
- Varoli Amilcare (soldato 50º Reggimento fanteria, nato a San Benedetto Po)
- Vernazza Luigi (marinaio, nato ad Arenzano)
- Vettori Francesco (soldato Reggimento artiglieria a cavallo, nato a Serravalle Pistoiese)
- Vittori Alfredo (soldato di artiglieria)
- Zanoccoli Luigi Giuseppe (cannoniere, nato a Genova).

Tutti i militari identificati furono sepolti nel Tempio Ossario del Lido di Venezia. Solo in un secondo tempo alcuni di loro furono riesumati, su richiesta dei propri familiari, e sepolti nelle città di provenienza.